# Parisyt-Ce
Parisyt-Ce – minerał klasy węglanów. 

## Właściwości
Krystalizuje w układzie trygonalnym lub jednoskośnym. Wykształca kryształy płytkowe, wrzecionowate i w postaci heksagonalnej piramidy. Występuje w skupieniach rozetkowych, narosłych, wrosłych i zbitych. Jest minerałem kruchym, przezroczystym do przeświecającego. Posiada białą rysę oraz nierówny przełam. Często zawiera zanieczyszczenia strontu i itru.

## Występowanie
Występuje w pegmatytach, skałach alkaicznych, karbonatytach, łupkach węglowych, żyłach typu alpejskiego i hydrotermalnych, w tym szmaragdonośnych. Towarzyszą mu egiryn, anataz, albit, fluoryt, dolomit, monacyt, synchisyt, bastnazyt, apatyt, kalcyt, piryt i szmaragd. 

## Miejsce występowania
Występuje w Kanadzie (Quebec), Chinach, Niemczech, we Włoszech, Francji, Norwegii, Kolumbii, Rosji, RPA i Stanach Zjednoczonych (Montana). W Polsce spotykany w województwie dolnośląskim i podlaskim.

## Galeria

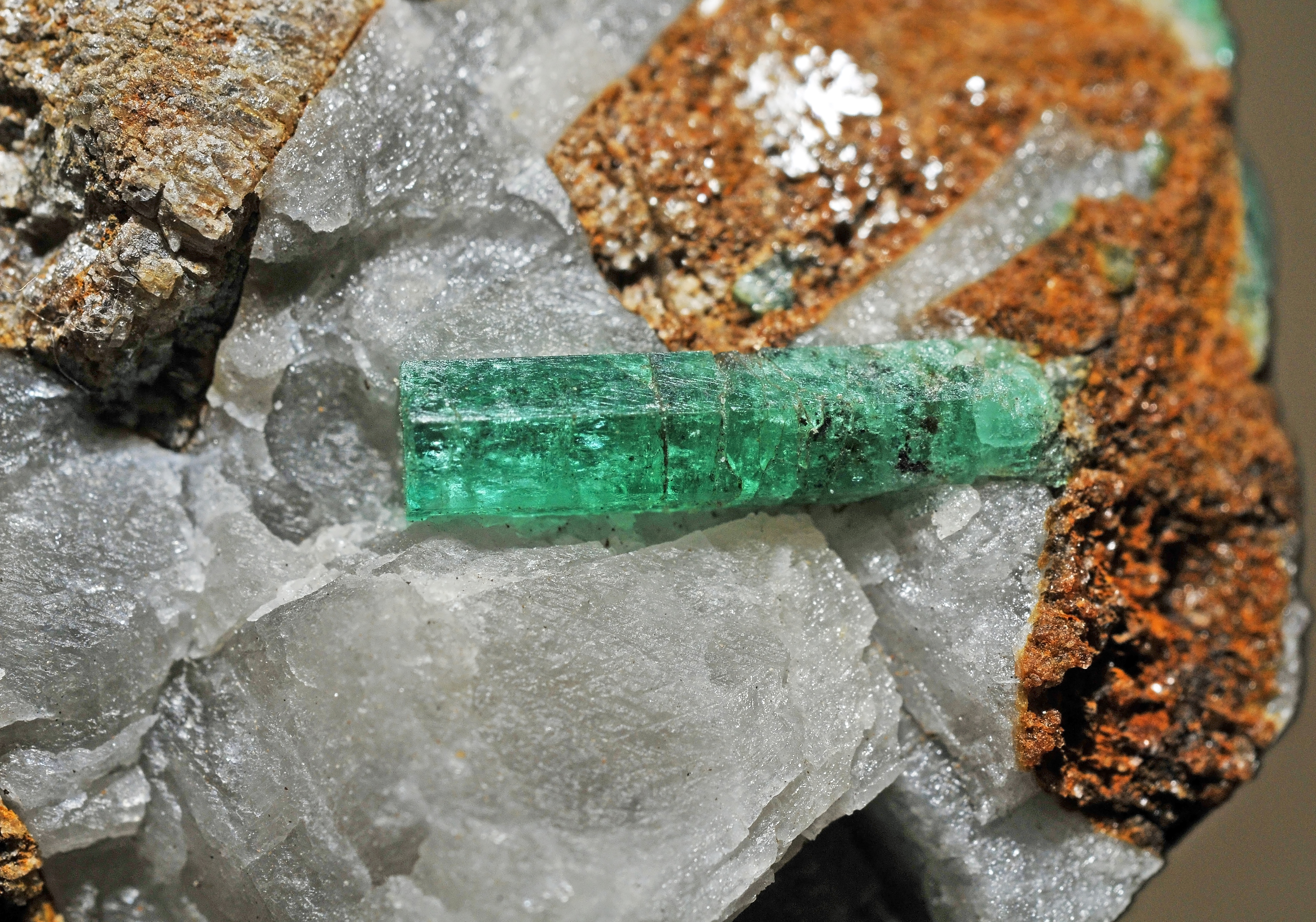
Okaz w towarzystwie szmaragdu z Kolumbii
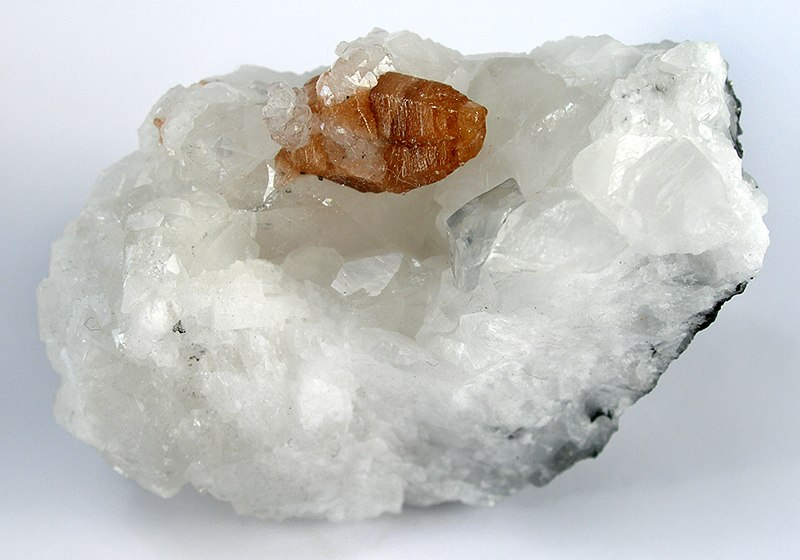
Parisyt w asocjacji z kalcytem z Kolumbii